# Wilhelm Stumpf (Stadtrat)

Wilhelm Stumpf

Wilhelm Stumpf (* 27. April 1875 in Bochum; † 15. Januar 1949 ebenda) war ein deutscher Beamter der Kommunalverwaltung, Stadtrat und Kulturdezernent.

## Leben
Wilhelm Stumpf wurde als Sohn des bekannten Bochumer Buchhändlers Adolf Stumpf geboren. Nach dem Besuch des staatlichen Gymnasiums in Bochum studierte er an den Universitäten Tübingen, Leipzig und Göttingen Rechtswissenschaften. 1895 wurde er in Tübingen Mitglied des Corps Rhenania.
Nach Abschluss des Studiums 1898 trat er als juristischer Referendar in den Dienst beim Amtsgericht Wattenscheid ein, danach beim Bochumer Amts- und Landgericht und bei der Staatsanwaltschaft. Im Dienste der Stadtverwaltung kam er 1903. Am 27. Mai 1904 wurde er zum besoldeten Stadtrat gewählt. In dieser Zeit fiel die Eingemeindung der ehemaligen Gemeinden Hamme, Grumme, Hofstede und Wiemelhausen. Er vertrat die zur Großstadt gewordene Kommune in unter anderem in Rechtsangelegenheiten, Polizei- und Meldewesen, sowie den Schlachthof und das Stadtarchiv.
Später führte er das „Kulturministerium“ der Stadt und hatte den Vorsitz in der Schuldeputation und den Ausschüssen für die höheren Schulen und Berufsschulen. Ihm oblag die Verwaltung der Angelegenheiten der Märkischen Verwaltungsschule, der Verwaltungsakademie, der Wirtschaftsschule, der Stadtbücherei, der Verwaltungsbüchereien und der Straßenbahn.
Wilhelm Stumpf gilt als Schöpfer der Kultureinrichtungen der Stadt Bochum. Insbesondere die Eröffnung des ersten Bochumer Stadttheaters Ende 1915 ging auf seine Initiative zurück. Ab 1919 verfügte das Theater über ein eigenes Ensemble. Im selben Jahr wurde das Stadtorchesters gegründet. Die Gemäldegalerie und das Heimatmuseums auf Haus Rechen verdanken ihrem Entstehen seines Wirkens. Weiterhin förderte er die Vereinigung für Heimatkunde und den Ausbau des Bergbaumuseums. Sein Interesse galt auch der kommunalen Publizistik, dem Presseamt und der Stadtwerbung und den Aufgaben des Verkehrsvereins.
Seine Amtszeit wurde jeweils um 12 Jahre verlängert, mit dem Erreichen der Altersgrenze ging er nach 37 Dienstjahren am 1. Mai 1940 in den Ruhestand. Anlässlich seines 60. Geburtstages würdigte ihn Gerhart Hauptmann als "hochverehrten Initiator des berühmten Bochumer Theater- und Musiklebens".
Er starb nach langer und schwerer Krankheit am 15. Januar 1949 in seiner Heimatstadt. Sein Grab befindet sich auf dem Hauptfriedhof Bochum.

## Auszeichnungen
Wilhelm Stumpf war Ehrenmitglied der Deutschen Shakespeare-Gesellschaft in Weimar und des Instituts für Theaterwissenschaften an der Universität Köln. 1953 benannte die Stadt Bochum nach ihm die Wilhelm-Stumpf-Straße, welche in der Nähe des Theaters, des ehemaligen Heimatmuseums liegt und des Parkhotels Haus Rechen liegt, wo das kulturelle Leben von Bochum in den 1920er stattfand.